# Kasteel De Kraag

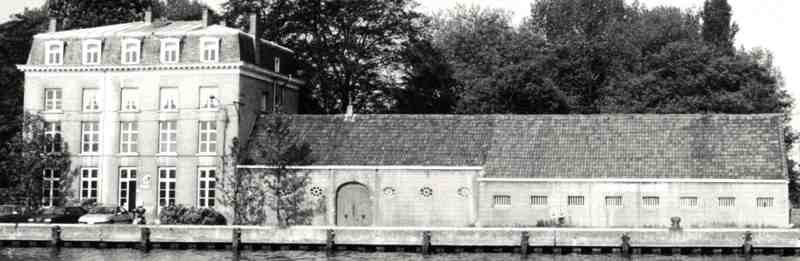
Kasteel De Kraag

Kasteel De Kraag is een kasteel in de Antwerpse plaats Willebroek, gelegen aan de Groene Laan 59.

## Geschiedenis
Het kasteel is vernoemd naar De Kraghe, dat was een nabijgelegen wiel dat ontstond tijdens de dijkdoorbraak van 1569. Het eigenlijke kasteel werd in 1756 gebouwd in classicistische stijl. Het werd echter in de loop van de 20e eeuw gewijzigd. In 1929 werd het een casino voor de arbeiders van het stikstofbindingsbedrijf ASED. Verder was in het kasteel ook onder andere een jeneverstokerij en een brouwerij gevestigd. Tegenwoordig zijn er kantoren in het kasteel gevestigd en is het voormalige kasteeldomein omgevormd tot het openbaar park Den Blijk.

## Gebouw
Het hoofdgebouw is op vierkante plattegrond en heeft een mansardedak en bezit nog de oorspronkelijke overwelfde kelders. Rechts daarvan sluiten de dienstgebouwen hierop aan.
In de tuin bevindt zich een monumentale beuk.